# Tseng Kung-Liang
Tseng Kung-Liang (em chinês tradicional: 曾公亮; em pinyin: Chan Kong-liāng) ou Zeng Gongliang, foi um estudioso chinês da dinastia Song que ajudou a escrever o Wujing Zongyao.